# Marius Amundsen
Marius Ørjasæter Amundsen (Lørenskog, 22 settembre 1992) è un calciatore norvegese, difensore dello Skjetten.

## Carriera

### Club
Amundsen ha cominciato la carriera con la maglia del Lillestrøm. Ha esordito in squadra il 1º maggio 2011, subentrando a Steinar Pedersen nella vittoria per 0-3 sul campo del Funnefoss/Vormsund, sfida valida per l'edizione stagionale del Norgesmesterskapet. È stata l'unica partita disputata da Amundsen in questa stagione.
Nel 2012 è passato allo Strømmen, in 1. divisjon. Ha debuttato con questa maglia il 9 aprile dello stesso anno, schierato titolare nella sconfitta per 3-1 arrivata sul campo del Bryne. Il 12 maggio 2013 ha trovato il primo gol per lo Strømmen, nel 3-2 inflitto al Vard Haugesund.
A luglio 2014 ha fatto ritorno al Lillestrøm, a titolo definitivo. Il 26 luglio ha così esordito in Eliteserien, schierato titolare nel pareggio per 1-1 arrivato in casa dell'Aalesund. Il 24 agosto ha trovato la prima rete nella massima divisione locale, sancendo il successo per 0-1 in casa del Sogndal.
Il 25 settembre 2015 ha prolungato il contratto che lo legava al Lillestrøm fino al 31 dicembre 2018.
Giunto alla scadenza del contratto, ha messo da parte il calcio per dedicarsi ad altre esperienze. Il 30 giugno 2020 ha firmato nuovamente un contratto con il Lillestrøm, valido fino al successivo 31 dicembre.
In seguito a questa avventura, Amundsen è passato allo Skjetten.

## Statistiche

### Presenze e reti nei club
Statistiche aggiornate al 26 ottobre 2022.
| Stagione          | Club              | Campionato        | Campionato | Campionato | Coppe nazionali | Coppe nazionali | Coppe nazionali | Coppe continentali | Coppe continentali | Coppe continentali | Supercoppe | Supercoppe | Supercoppe | Totale | Totale |
| Stagione          | Club              | Comp              | Pres       | Reti       | Comp            | Pres            | Reti            | Comp               | Pres               | Reti               | Comp       | Pres       | Reti       | Pres   | Reti   |
| ----------------- | ----------------- | ----------------- | ---------- | ---------- | --------------- | --------------- | --------------- | ------------------ | ------------------ | ------------------ | ---------- | ---------- | ---------- | ------ | ------ |
| 2011              | Lillestrøm        | ES                | 0          | 0          | CN              | 1               | 0               | -                  | -                  | -                  | -          | -          | -          | 1      | 0      |
| 2012              | Strømmen          | 1D                | 24         | 0          | CN              | 2               | 0               | -                  | -                  | -                  | -          | -          | -          | 26     | 0      |
| 2013              | Strømmen          | 1D                | 28         | 1          | CN              | 2               | 0               | -                  | -                  | -                  | -          | -          | -          | 30     | 1      |
| gen.-lug. 2014    | Strømmen          | 1D                | 16         | 3          | CN              | 3               | 0               | -                  | -                  | -                  | -          | -          | -          | 19     | 3      |
| Totale Strømmen   | Totale Strømmen   | Totale Strømmen   | 68         | 4          |                 | 7               | 0               |                    | -                  | -                  |            | -          | -          | 75     | 0      |
| lug.-dic. 2014    | Lillestrøm        | ES                | 14         | 1          | CN              | 1               | 0               | -                  | -                  | -                  | -          | -          | -          | 15     | 1      |
| 2015              | Lillestrøm        | ES                | 30         | 0          | CN              | 3               | 0               | -                  | -                  | -                  | -          | -          | -          | 33     | 0      |
| 2016              | Lillestrøm        | ES                | 29         | 0          | CN              | 3               | 0               | -                  | -                  | -                  | -          | -          | -          | 32     | 0      |
| 2017              | Lillestrøm        | ES                | 28         | 0          | CN              | 7               | 0               | -                  | -                  | -                  | -          | -          | -          | 35     | 0      |
| 2018              | Lillestrøm        | ES                | 25         | 0          | CN              | 5               | 0               | UEL                | 2                  | 0                  | SN         | 1          | 0          | 33     | 0      |
| 2020              | Lillestrøm        | 1D                | 22         | 0          | -               | -               | -               | -                  | -                  | -                  | -          | -          | -          | 22     | 0      |
| Totale Lillestrøm | Totale Lillestrøm | Totale Lillestrøm | 148        | 1          |                 | 20              | 0               |                    | 2                  | 0                  |            | 1          | 0          | 171    | 1      |
| 2021              | Skjetten          | 4D                | 12         | 0          | CN              | 0               | 0               | -                  | -                  | -                  | -          | -          | -          | 12     | 0      |
| 2022              | Skjetten          | 3D                | 25         | 2          | CN              | 3               | 1               | -                  | -                  | -                  | -          | -          | -          | 28     | 3      |
| Totale Skjetten   | Totale Skjetten   | Totale Skjetten   | 37         | 2          |                 | 3               | 1               |                    | -                  | -                  |            | -          | -          | 40     | 3      |
| Totale            | Totale            | Totale            | 253        | 7          |                 | 30              | 1               |                    | 2                  | 0                  |            | 1          | 0          | 286    | 4      |

## Palmarès
- Coppa di Norvegia: 1

Lillestrøm: 2017